# Casey Krueger
Pour les articles homonymes, voir Krueger.
Casey Short Krueger , née le 23 août 1990 à Naperville en Illinois, est une joueuse internationale américaine de soccer évoluant au poste de défenseur au Spirit de Washington.

## Biographie

### Carrière internationale
Elle est appelée en équipe nationale pour la première fois en 2016.
Lors des Jeux olympiques d'été de 2020 qui se déroulent à l'été 2021 au Japon, elle fait partie de l'équipe remportant la médaille de bronze.

## Palmarès

### En sélection
États-Unis
- Vainqueur du Championnat féminin de la CONCACAF en 2018
- Troisième des Jeux olympiques en 2020